# Skeatia doonensis
Skeatia doonensis är en stekelart som beskrevs av Jonathan och Gupta 1973. Skeatia doonensis ingår i släktet Skeatia och familjen brokparasitsteklar. Inga underarter finns listade i Catalogue of Life.